# Blue Dragon Film Award du meilleur film
Le Blue Dragon Film Award du meilleur film (청룡영화상 최우수 작품상) est une récompense du cinéma décernée tous les ans dans le cadre des Blue Dragon Film Awards et qui récompense le meilleur film sud-coréen de l'année.

## Palmarès

### Années 1960
- 1963 : Hyeolmaek (혈맥) de Kim Soo-yong
- 1964 : Ingyeo ingan (잉여인간) de Yu Hyǒn-mok
- 1965 : Jeo haneuledo seulpeumi (저 하늘에도 슬픔이) de Kim Soo-yong
- 1966 : Shijang (시장) de Lee Man-hee
- 1967 : Sanbul (산불) de Kim Soo-yong
- 1969 : Cainui huye (카인의 후예) de Yu Hyǒn-mok

### Années 1970
- 1970 : Dokjitneun neulgeuni (독짓는 늙은이) de Choi Ha-won
- 1971 : Okhabeul ggaedeuril dae (옥합을 깨뜨릴 때) de Kim Soo-yong
- 1972 : Seokhwachon (석화촌) de Jung Jin-woo
- 1973 : Samil cheonha (삼일천하) de Shin Sang-ok

### Années 1990
- 1990 : La République noire (그들도 우리처럼, Geudeuldo uricheoreom) de Park Kwang-su
  - Nambugun (남부군) de Jeong Ji-yeong
  - Sutalg (수탉) de Shin Seung-soo
  - Le Fils du général (장군의 아들, Janggunui adeul) d'Im Kwon-taek

- 1991 : Saui chanmi (사의 찬미) de Kim Ho-sun
  - L'Aube de la civilisation (개벽, Gaebyeok) d'Im Kwon-taek
  - Nuga yongui baltobeul boatneunga (누가 용의 발톱을 보았는가) de Kang Woo-seok
  - Berlin Report (베를린리포트) de Park Kwang-su
  - Eunmaneun oji anhneunda (은마는 오지 않는다) de Jang Gil-su

- 1992 : Notre héros défiguré (우리들의 일그러진 영웅, Urideului ilgeuleojin yeongung) de Park Jong-won
  - Gyeolhon iyagi (결혼 이야기) de Kim Ui-seok
  - Gyeongmajang ganeun gil (경마장 가는 길) de Jang Sun-woo
  - White Badge (하얀 전쟁, Hayan jeonjaeng) de Jeong Ji-yeong

- 1993 : La Chanteuse de pansori (서편제, Seopyeonje) d'Im Kwon-taek
  - Geudae anui blue (그대 안의 블루) de Lee Hyun-seung
  - Saleolilatda (살어리랏다) de Yoon Sam-yook
  - Premier Amour (첫사랑, Cheossalang) de Lee Myeong-se
  - Hwaomkyung (화엄경) de Jang Sun-woo

- 1994 : Les Monts Taebaek (태백산맥, Taebaek sanmaek) d'Im Kwon-taek
  - Two Cops (투캅스) de Kang Woo-seok
  - Neoege nareul bonaenda (너에게 나를 보낸다) de Jang Sun-woo
  - Hollywood Kid eu saengae (헐리우드 키드의 생애) de Jeong Ji-yeong
  - Gameui beobjig (게임의 법칙) de Jang Hyun-soo

- 1995 : Jeon Tae-il (아름다운 청년 전태일, Areumdaun cheongnyeon Jeon Tae-il) de Park Kwang-su
  - Terrorist (테러리스트) de Kim Yeong-bin
  - Gaegateun nalui ohu (개같은 날의 오후) de Lee Min-yong
  - Dr. Bong (닥터 봉) de Lee Kwang-hoon
  - Va toute seule comme la corne du rhinocéros (무소의 뿔처럼 혼자서 가라, Musoui ppulcheoleom honjaseo gal) d'Oh Byeong-cheol

- 1996 : Festival (축제, Chukje) d'Im Kwon-taek
  - A Petal (꽃잎, Ggotip) de Jang Sun-woo
  - Le Jour où le cochon est tombé dans le puits (돼지가 우물에 빠진 날, Daijiga umule pajinnal) de Hong Sang-soo
  - Gingko Bed (은행나무 침대, Eunhaengnamu chimdae) de Kang Je-gyu
  - Haksaeng bukgun shinwi (학생 부군 신위) de Park Chul-soo

- 1997 : Green Fish (초록 물고기, Chorok mulgogi) de Lee Chang-dong
  - Ghost Mamma (고스트 맘마) de Han Ji-seung
  - Beat (비트) de Kim Seong-su
  - Le Contact (접속, Cheobsok) de Jang Yun-hyeon
  - Chang la prostituée (창, Chang) d'Im Kwon-taek

- 1998 : Palwolui Christmas (8월의 크리스마스) de Hur Jin-ho
  - Le Pouvoir de la province de Kangwon (강원도의 힘, Gangwon-do ui him) de Hong Sang-soo
  - Saenggwabu uijaryo cheonggu sosong (생과부 위자료 청구 소송) de Kang Woo-seok
  - Yagsog (약속) de Kim Yoo-jin
  - Jeongsa (정사) de Lee Jae-yong

- 1999 : Sur la trace du serpent (인정사정 볼것없다, Injeong sajeong bol geot eobtda) de Lee Myeong-se
  - Songeo (송어) de Park Jong-won
  - Nom de code : Shiri (쉬리, Swiri) de Kang Je-gyu
  - Phantom: The Submarine (유령, Yuryeong) de Min Byung-chun
  - La 6e Victime (텔 미 썸딩, Tell Me Something) de Chang Yoon-hyun

### Années 2000
- 2000 : Joint Security Area (공동경비구역 JSA, Gongdonggyeongbiguyeok JSA) de Park Chan-wook
  - Peppermint Candy (박하사탕, Bakha satang) de Lee Chang-dong
  - Foul King (반칙왕, Banchikwang) de Kim Jee-woon
  - La Vierge mise à nu par ses prétendants (오! 수정, Oh! Soo-jung) de Hong Sang-soo
  - Le Chant de la fidèle Chunhyang (춘향뎐, Chunhyangjeon) d'Im Kwon-taek

- 2001 : One Fine Spring Day (봄날은 간다, Bomnaleun ganda) de Hur Jin-ho
  - Musa, la princesse du désert (무사, Musa) de Kim Seong-su
  - Bungee Jumping-reul hada (번지 점프를 하다) de Kim Dae-seung
  - Failan (파이란) de Song Hae-seong
  - Friend (친구, Chingu) de Kwak Gyeong-taek

- 2002 : Ivre de femmes et de peinture (취화선, Chihwaseon) d'Im Kwon-taek
  - Public Enemy (공공의 적, Gonggongui jeog) de Kang Woo-seok
  - Sympathy for Mister Vengeance (복수는 나의 것, Boksuneun naui geot) de Park Chan-wook
  - Turning Gate (생활의 발견, Saenghwalui balgyeon) de Hong Sang-soo
  - Jiburo (집으로…, Jibeuro…) de Lee Jeong-hyang

- 2003 : Printemps, été, automne, hiver… et printemps (봄 여름 가을 겨울 그리고 봄, Bom yeoreum gaeul gyeoul geurigo bom) de Kim Ki-duk
  - Une femme coréenne (바람난 가족, Baramnan gajok) d'Im Sang-soo
  - Memories of Murder (살인의 추억, Salinui chueok) de Bong Joon-ho
  - Untold Scandal (스캔들 - 조선남녀상열지사, Seukaendeul - Joseonnamnyeosangyeoljisa) de Lee Jae-yong
  - Old Boy (올드보이) de Park Chan-wook

- 2004 : Silmido (실미도) de Kang Woo-seok
  - Once Upon a Time in High School (말죽거리 잔혹사, Maljukgeori janhoksa) de Yoo Ha
  - The Big Swindle (범죄의 재구성, Beomjoi-eui jaeguseong) de Choi Dong-hoon
  - My Mother, the Mermaid (인어공주, Ineogongju) de Park Heung-shik
  - Frères de sang (태극기 휘날리며, Taegukgi hwinallimyeo) de Kang Je-gyu

- 2005 : Lady Vengeance (친절한 금자씨, Chinjeolhan geumjassi) de Park Chan-wook
  - Tu es mon destin (너는 내 운명, Neoneun nae unmyeong) de Park Jin-pyo
  - Marathon (말아톤) de Chung Yoon-chul
  - Welcome to Dongmakgol (웰컴 투 동막골) de Park Kwang-hyun
  - Hyeolui nu (혈의 누) de Kim Dae-seung

- 2006 : The Host (괴물, Gwoemul) de Bong Joon-ho
  - Family Ties (가족의 탄생, Gajokeui tansaeng) de Kim Tae-yong
  - Radio Star (라디오 스타) de Lee Joon-ik
  - Le Roi et le Clown (왕의 남자, Wangeui namja) de Lee Joon-ik
  - Tazza: The High Rollers (타짜, Tajja) de Choi Dong-hoon

- 2007 : Uahan segye (우아한 세계) de Han Jae-rim
  - 200 kilos de beauté (미녀는 괴로워, Minyeoneun goerowo) de Kim Yong-hwa
  - Voice of a Murderer (그놈 목소리, Geunom moksori) de Park Jin-pyo
  - May 18 (화려한 휴가, Hwaryeohan hyuga) de Kim Ji-hoon
  - Haengbok (행복) de Hur Jin-ho

- 2008 : Forever the Moment (우리 생애 최고의 순간, Uri saengae choego-ui sungan) de Yim Soon-rye
  - Seven Days (세븐 데이즈) de Won Shin-yeon
  - Le Bon, la Brute et le Cinglé (좋은 놈, 나쁜 놈, 이상한 놈, Joheun nom, Nappeun nom, Isanghan nom) de Kim Jee-woon
  - The Chaser (추격자, Chugyeogja) de Na Hong-jin
  - Crossing (크로싱) de Kim Tae-gyun

- 2009 : Mother (마더, Madeo) de Bong Joon-ho
  - Take Off (국가대표, Gukga daepyo) de Kim Yong-hwa
  - Good Morning President (굿모닝 프레지던트) de Jang Jin
  - Thirst, ceci est mon sang (박쥐, Bakjwi) de Park Chan-wook
  - The Last Day (해운대, Haeundae) de Yoon Je-kyoon

### Années 2010
- 2010 : The Secret Reunion (의형제, Uihyeongje) de Jang Hoon
  - The Man from Nowhere (아저씨, Ajeossi) de Lee Jeong-beom
  - Moss (이끼, Iggi) de Kang Woo-seok
  - Woochi, le magicien des temps modernes (전우치, Jeonwoochi) de Choi Dong-hoon
  - The Housemaid (하녀, Hanyeo) d'Im Sang-soo

- 2011 : The Unjust (부당거래, Moodanggeorae) de Ryoo Seung-wan
  - Gojijeon (고지전) de Jang Hoon
  - Silenced (도가니, Dogani) de Hwang Dong-hyeok
  - Sunny (써니) de Kang Hyeong-cheol
  - War of the Arrows (최종병기 활, Choejongbyeonggi hwal) de Kim Han-min

- 2012 : Pieta (피에타) de Kim Ki-duk
  - Masquerade (광해: 왕이 된 남자, Gwanghae: Wangi doen namja) de Choo Chang-min
  - Les Braqueurs (도둑들, Dodukdeul) de Choi Dong-hoon
  - Nameless Gangster (범죄와의 전쟁, Bumchoiwaui junjaeng) de Yoon Jong-bin
  - Bureojin hwasal (부러진 화살) de Jeong Ji-yeong

- 2013 : Wish (소원, So-won) de Lee Joon-ik
  - Gwansang (관상) de Han Jae-rim
  - The Agent (베를린, Berlin) de Ryoo Seung-wan
  - Snowpiercer : Le Transperceneige (설국열차, Seolgungnyeolcha) de Bong Joon-ho
  - New World (신세계, Sinsegye) de Park Hoon-jung

- 2014 : The Attorney (변호인, Byeonhoin) de Yang Woo-seok
  - Miss Granny (수상한 그녀, Soosanghan geunyeo) de Hwang Dong-hyeok
  - Hard Day (끝까지 간다, Ggeutggaji ganda) de Kim Seong-hoon
  - The Admiral: Roaring Currents (명량-회오리바다, Myeonglyang: hoeolibada) de Kim Han-min
  - Whistle Blower (제보자, Jeboja) de Yim Soon-rye

- 2015 : Assassination (암살, Amsal) de Choi Dong-hoon
  - Ode to My Father (국제시장, Gukjesijang) de Yoon Je-kyoon
  - Geukbisusa (극비수사) de Kwak Kyung-taek
  - Veteran (베테랑) de Ryoo Seung-wan
  - Sado (사도) de Lee Joon-ik

- 2016 : Inside Men (내부자들, Naeboojadeul) de Woo Min-ho
  - The Strangers (곡성, Gokseong) de Na Hong-jin
  - Dongju : Portrait d'un poète (동주, Dong-joo) de Lee Joon-ik
  - The Age of Shadows (밀정, Miljeong) de Kim Jee-woon
  - Dernier train pour Busan (부산행, Busanhaeng) de Yeon Sang-ho
  - Mademoiselle (아가씨, Agassi) de Park Chan-wook

- 2017 : A Taxi Driver (택시 운전사, Taeksi unjeonsa) de Jang Hoon
  - The Fortress (남한산성, Namhansanseong) de Hwang Dong-hyeok
  - The King (더 킹) de Han Jae-rim
  - Park Yeol (박열) de Lee Joon-ik
  - Sans pitié (불한당: 나쁜 놈들의 세상, Bulhadang: Nabbeun nomdeului sesang) de Byun Sung-hyun

- 2018 : 1987: When the Day Comes (1987) de Jang Joon-hwan
  - The Spy Gone North (공작, Gongjak) de Yoon Jong-bin
  - Petite Forêt (리틀 포레스트, Little Forrest) de Yim Soon-rye
  - Along With the Gods : Les Deux Mondes (신과함께: 죄와 벌, Singwahamkke: Joewa beol) de Kim Yong-hwa
  - Dark Figure of Crime (암수살인, Amsusalin) de Kim Tae-gyun

- 2019 : Parasite (기생충, Gisaengchung) de Bong Joon-ho
  - Korean Fried Chicken (극한직업, Geukan jigeop) de Lee Byeong-heon
  - House of Hummingbird (벌새, Beolsae) de Kim Bo-ra
  - Swing Kids (스윙키즈) de Kang Hyeong-cheol
  - Exit (엑시트) de Lee Sang-geun

### Années 2020
- 2020 : L'Homme du président (남산의 부장들, Namsanui bujangdeul) de Woo Min-ho
  - Voice of Silence (소리도 없이, Sorido eopsi) de Hong Eui-jeong
  - Moving On (남매의 여름밤, Nammaewui yeoreumbam) de Yoon Dan-bi
  - Moonlit Winter (윤희에게, Yunhuiege) de Lim Dae-hyung
  - Kim Ji-young: Born 1982 (82년생 김지영, 82 nyeonsaeng Kim Ji-young) de Kim Do-young

- 2021 : Escape from Mogadishu (모가디슈, Mogadisyu) de Ryoo Seung-wan
  - Naega jugdeon nal (내가 죽던 날) de Park Ji-wan
  - Space Sweepers (승리호, Seungriho) de Jo Sung-hee
  - Hostage: Missing Celebrity (인질, Injil) de Pil Kam-sung
  - The Book of Fish (자산어보, Jasaneobo) de Lee Joon-ik

- 2022 : Decision to Leave (헤어질 결심, Heeojil gyeolsim) de Park Chan-wook
  - Hunt (헌트) de Lee Jung-jae
  - Kingmaker (킹메이커) de Byun Sung-hyun
  - Hansan : La Bataille du dragon (한산: 용의 출현, Hansan: Yongui chulhyeon) de Kim Han-min
  - Les Bonnes Étoiles (브로커, Broker) de Hirokazu Kore-eda

- 2023 : Smugglers (밀수) de Ryoo Seung-wan
  - Concrete Utopia (콘크리트 유토피아) d'Eom Tae-hwa
  - About Kim Sohee (다음 소희, Daeum Sohee) de July Jung
  - The Night Owl (올빼미, Olbbaemi) d'Ahn Tae-jin
  - Ça tourne à Séoul ! (거미집, Geomijip) de Kim Jee-woon

- 2024 : Seoul Spring (서울의 봄, Seoul-ui bom) de Kim Seong-su
  - Vétéran 2 (베테랑 2) de Ryoo Seung-wan
  - Exhuma (파묘, Pamyo) de Jang Jae-hyeon
  - Past Lives de Celine Song
  - Handsome Guys (핸섬가이즈) de Nam Dong-hyeop